# Halysidota humosa
Halysidota humosa là một loài bướm đêm thuộc phân họ Arctiinae, họ Erebidae.